# Архідієцезія Консепсьйон (Чилі)
Архідієцезія Консепсьйон (лат. Archidiœcesis Sanctissimae Conceptionis, ісп. Arquidiócesis de la Santísima Concepción) одна з 5 архідієцезій Римо-Католицької церкви у Чилі. Архієпископська кафедра знаходиться в місті Консепсьйоні. Суфраганні дієцезії — Чиян, Темуко, Вальдівія, Вільяррика, Лос-Анхелес.